# Mpanda (MC)
Mpanda (MC) (Mpanda Municipal Council, auch Mpanda Mjini genannt) ist ein Distrikt in der tansanischen Region Katavi. Er grenzt im Osten an den Distrikt Nsimbo und im Westen an den Distrikt Mpanda.

## Geographie
Mpanda (MC) hat eine Fläche von 527 Quadratkilometern und 245.764 Einwohner (Volkszählung 2022).
Er liegt auf dem Hochland von Katumba in einer Höhe von knapp über 1000 Metern. Einzelne Hügel ragen steil auf bis zu 1200 Meter auf. Der wichtigste Fluss ist der Mpanda, der im Distrikt entspringt, nach Süden fließt und in den Katuma mündet.
Das Klima in Mpanda ist tropisch. Im Jahresdurchschnitt fallen 950 Millimeter Regen, der Großteil davon in den Monaten November bis April. In den Monaten Juni bis September regnet es kaum. Die Durchschnittstemperatur schwankt zwischen 21,6 Grad Celsius im Juni und 25,6 Grad im Oktober.

## Geschichte
Der Distrikt Mpanda (MC) wurde im Jahr 2015 eingerichtet.

## Verwaltungsgliederung
Mpanda (MC) besteht aus dem einen Wahlkreis (Jimbo) Mpanda Mjini und 15 Bezirken (Kata):
- Kakese
- Misunkumilo
- Shanwe
- Makanyagio
- Kashaulili
- Mpanda Hotel
- Kawajense
- Nsemulwa
- Ilembo
- Kazima
- Majengo
- Mwamkulu
- Uwanja wa ndege
- Kasokola
- Magamba

## Einrichtungen und Dienstleistungen
- Gesundheit: Für die medizinische Betreuung gibt es 1 Krankenhaus, 3 Gesundheitszentren und 6 Apotheken.[5]
- Bildung: Im Distrikt befinden sich 24 Grundschulen, in denen 400 Lehrkräfte 20.000 Schüler unterrichten. Von den 11 weiterführenden Schulen werden 3 privat geführt. Die 8 öffentlichen Schulen werden von 3800 Schülern besucht.[6]

## Wirtschaft und Infrastruktur
| - Landwirtschaft: Rund 90 Prozent der Bevölkerung leben von der Landwirtschaft. Für den Eigenbedarf werden vor allem Mais, Cassava und Bohnen angebaut. Für den Verkauf bestimmt sind Erdnüsse, Reis und Süßkartoffeln. Als Haustiere werden überwiegend Rinder, Schafe, Schweine und Ziegen gehalten. - Straße: Mpanda liegt am Schnittpunkt dreier Nationalstraßen, die nach Norden, Osten und Süden führen. Die Bereiche um die Stadt Mpanda sind asphaltiert, nach etwa 20 Kilometer sind die Straßen unbefestigt. - Eisenbahn: Von Mpanda führt die von Tanzania Railways betriebene Mpanda-Bahn nach Norden bis Kaliua, wo sie auf die Tanganjika-Bahn trifft. - Flughafen: Direkt im Stadtgebiet befindet sich der Flughafen Mpanda mit einer 2000 Meter langen asphaltierten Landebahn. Es finden keine Linienflüge statt (Stand 2022). | Die zur Anzeige dieser Grafik verwendete Erweiterung wurde dauerhaft deaktiviert. Wir arbeiten aktuell daran, diese und weitere betroffene Grafiken auf ein neues Format umzustellen. (Mehr dazu) |

## Politik
In den Stadtrat werden je ein Vertreter der 15 Gemeinden und 6 Vertreterinnen für Frauen gewählt. Vorsitzender des Stadtrates und Bürgermeister ist seit 2015 Herr Haidary H Sumry.